# Anthon Hendrik Peter Karel van Suchtelen van de Haare
Jonkheer Anthon Hendrik Peter Karel van Suchtelen van de Haare (Heusden, 8 juni 1869 - Naarden, 18 februari 1946) was een Nederlandse burgemeester.
Hij stamde uit het geslacht Van Suchtelen dat vele raadsleden, schepenen en burgemeesters voortbracht.

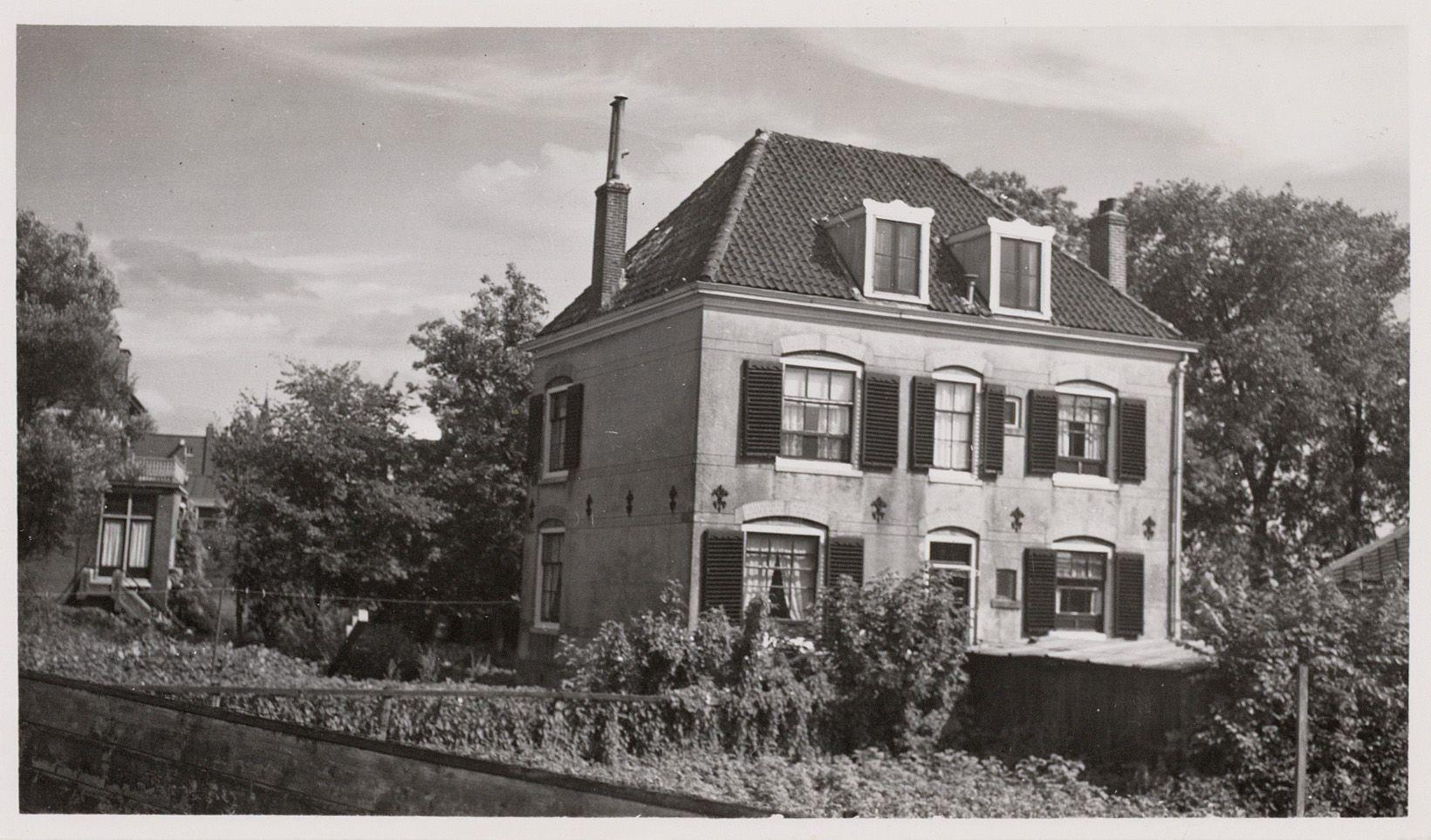
Hofstede Meer en Vaart, ambtswoning van van Suchtelen in Sloten van 1909-1921

Van Suchtelen van de Haare werd geboren in Heusden waar zijn vader, jonkheer Gerhard van Suchtelen van de Haare (1825-1912), burgemeester was. Zijn moeder was Susanna Maria Jacoba Verhagen (1843-1905), telg uit het geslacht Verhagen. Hij was vernoemd naar zijn grootvader Anthoon Hendrik Pieter Carel van Suchtelen van de Haare (1799-1887). Van Suchtelen van de Haare trouwde op 19 juli 1905 in Nijmegen met Elisabeth Catharina den Beer Poortugael (1880-1956), uit welk huwelijk drie kinderen werden geboren.
Van Suchtelen van de Haare was burgemeester van Urk van 1898 tot 1909 en van de Noord-Hollandse gemeente Sloten van 1909 tot 1921 totdat deze gemeente door Amsterdam werd geannexeerd waarbij het Raadhuis van Sloten tot 1942 hulpsecretariaat werd van Amsterdam. Van Suchtelen kreeg eervol ontslag op 51-jarige leeftijd. Zijn ambtswoning in Sloten was de voormalige boerenhofstede "Meer en Vaart" aan de Sloterdijkermeerweg nabij de Haarlemmerweg bij Sloterdijk. De boerenhofstede werd afgebroken in de jaren 1940 voor de bouw van de wijk Bos en Lommer.
Op Urk is in de 'oude' nieuwbouw de Burgemeester Van Suchtelenlaan gelegen, die vernoemd is naar de oud-burgemeester. De burgemeester had in 1902 structuur gebracht in de straatnaamgeving van Urk. Ook komt zijn naam voor op de uit 1905 daterende slagklok in het torentje van het oude Raadhuis van Urk.
In de Amsterdamse wijk Osdorp is bij een raadsbesluit van 15 april 1959 de Van Suchtelen van de Haarestraat naar hem vernoemd. Ook naar de voormalige ambtswoning werd in dezelfde wijk een straat vernoemd, Meer en Vaart kreeg bij een raadsbesluit van 15 januari 1958 deze naam.